# Pinus banksiana
Pinus banksiana là một loài thực vật hạt trần trong họ Thông. Loài này được Lamb. miêu tả khoa học đầu tiên năm 1803.